# Авантюрний роман
Авантюрний роман — великий за обсягом, переважно прозовий твір із гострим динамічним сюжетом, із пригодницькими ризиковими ситуаціями.
Відомий під назвами середньовічного лицарського та крутійського романів (зокрема, про лицарів Круглого Столу).
Зверталися до цього жанру Даніель Дефо, Джеймс Фенімор Купер, Ж. Берн, Редьярд Кіплінг, Дж. Конрад та ін.
В українській літературі інтерес до авантюрного роману з'явився у 20-ті XX ст. (Юрій Смолич, М. Йогансен, Л. Чернов-Малошийченко та ін.). Артем Чапай так і назвав свою першу книгу, що належить до авантюрних романів — «Авантюра».